# Gudrun Okras

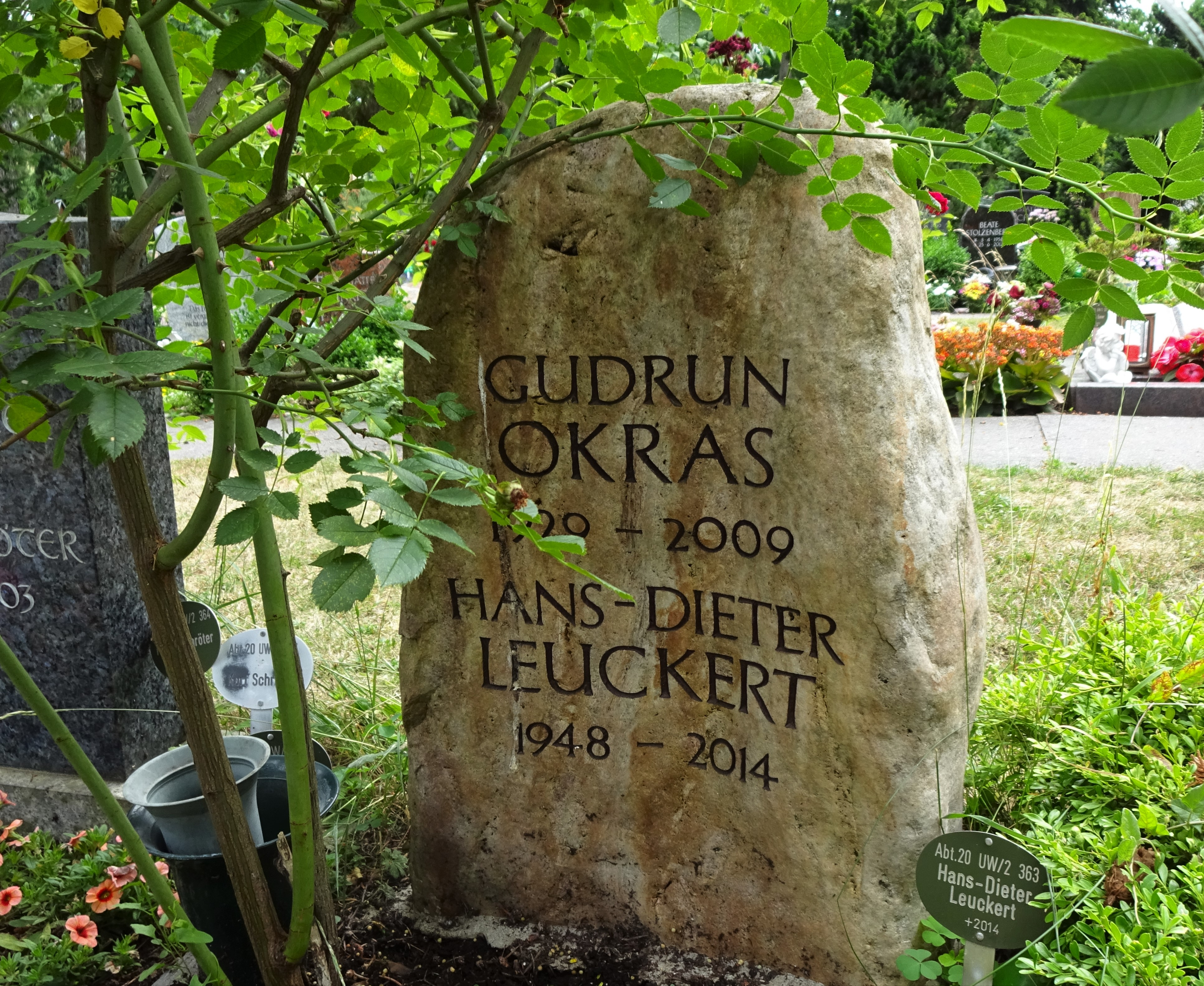
Grabstein für Gudrun Okras und ihren Sohn Dieter Okras auf dem Friedhof Lichtenrade in Berlin-Lichtenrade

Gudrun Okras (* 8. Dezember 1929 in Berlin; † 23. Juli 2009 ebenda) war eine deutsche Theater- und Filmschauspielerin.

## Leben
Gudrun Okras wuchs in Berlin gemeinsam mit vier Geschwistern in ärmlichen Verhältnissen auf. Sie begann ihre Laufbahn als Schauspielerin Anfang der 1950er-Jahre an der Berliner Vaganten Bühne, wo sie von 1952 bis 1959 als festes Ensemblemitglied engagiert war. Danach war sie von 1977 bis 1992 am Staatsschauspiel Dresden engagiert. Zu ihren wichtigsten Rollen dort gehörte die Klytämnestra in der Bearbeitung des Tantalidenmythos von Euripides.
Während ihrer Tätigkeit als Theaterschauspielerin übernahm sie erste Rollen in Kinofilmen. Mitte der 1980er-Jahre nahm sie erstmals Fernsehrollen an. Bis zum Jahr 2006 war sie in über 60 Film- und Fernsehproduktionen zu sehen. Bekannt wurde sie vor allem durch Gastrollen in Fernsehserien wie beispielsweise Der Alte, Ein Fall für Zwei und Adelheid und ihre Mörder (mit Evelyn Hamann). Für Jetzt oder nie – Zeit ist Geld (2000; Produzent: Til Schweiger) erhielt Okras mit ihren Kolleginnen Christel Peters und Elisabeth Scherer den Ernst-Lubitsch-Preis. Einem breiten internationalen Publikum wurde sie durch ihre Nebenrolle in dem niederländischen, Oscar-nominierten Kinofilm Die Zwillinge bekannt.
Ihr Sohn Dieter Okras (1948–2014) war ebenfalls als Schauspieler tätig.
Gudrun Okras starb am 23. Juli 2009 nach langer, schwerer Krankheit im Alter von 79 Jahren.

## Filmografie
- 1969: Hans Beimler, Kamerad
- 1979: Emilia Galotti (Gotthold Ephraim Lessing; Staatsschauspiel Dresden)
- 1979: Elektra (Sophokles; Staatsschauspiel Dresden)
- 1982: Geschichten übern Gartenzaun (Fernsehserie)
- 1984: Wo andere schweigen
- 1984: Don Karlos, Infant von Spanien (Schiller; Staatsschauspiel Dresden)
- 1986: So viele Träume
- 1987: Vernehmung der Zeugen
- 1988: Barfuß ins Bett (Fernsehserie)
- 1988: Der Eisenhans
- 1989: Coming Out
- 1990: Rückwärtslaufen kann ich auch
- 1991: Das Licht der Liebe
- 1991: Taxi nach Rathenow
- 1992: Der Alte (Fernsehserie, Folge 177: Ein schlimmes Ende)
- 1993: Zwei wie Paul und Caroline (Fernseh-Mehrteiler)
- 1995: Rosamunde Pilcher: Wechselspiel der Liebe
- 1995: Ach du Fröhliche
- 1996: Amerika (Fernsehfilm)
- 1996: Rosa Roth – Montag, 26. November
- 1996: Mensch, Pia!
- 1997: Polizeiruf 110 – Heißkalte Liebe
- 1997: Dr. Sommerfeld – Neues vom Bülowbogen (Fernsehserie)
- 1998: Bis zum Horizont und weiter
- 1998: Letzte Chance für Harry
- 1998: Ein rettender Engel (Fernsehfilm)
- 1999: Lea Katz – Die Kriminalpsychologin: Einer von uns
- 1999: Pünktchen und Anton (frei nach Erich Kästner)
- 1999: Dr. Stefan Frank – Der Arzt, dem die Frauen vertrauen (Fernsehserie, Folge Bis ans Ende der Nacht)
- 2000: Adelheid und ihre Mörder (Fernsehserie, Folge Tod in h-Moll)
- 2000: Die Sonnenlanze
- 2000: Jetzt oder nie – Zeit ist Geld
- 2002: Vollweib sucht Halbtagsmann
- 2002: Polizeiruf 110 – Angst um Tessa Bülow
- 2002: Die Zwillinge
- 2002: Einspruch für die Liebe
- 2003: In aller Freundschaft (Fernsehserie, Folge Ich will nach Hause)
- 2004: Das Konto
- 2004: Einmal Bulle, immer Bulle (Fernsehserie, Folge Rette sich, wer kann)
- 2006: Polizeiruf 110 – Die Lettin und ihr Lover
- 2006: Pik & Amadeus – Freunde wider Willen
- 2006: Willkommen in Lüsgraf (Fernsehfilm)